# Битва при Аркоті (1780)
З британської сторони при битві за Аркот протистояли 1-й та 5-й полки Мадраської армії, сипаї союзних британцям набобів.
Раптовим ударом Гайдар Алі взяв в облогу Мадрас та Аркот (тодішній центр британського володіння Карнатік), було захоплено місто Парангіпеттаі. 10 вересня британцям завдано поразки у битві при Поллілурі, більшість з яких здалася.
Фортифікаційні споруди Аркота були досить добрими, зроблені із якісних матеріалів. Гайдар Алі щодо Аркоту здійснив серію військових заходів, у порадниках були французькі офіцери. Сили осадників 31 жовтня складалися з 2 колон — якими командували Гайдар Алі і Тіпу Султан та офіцер Магер Мірза Хан. 3 листопада мадраськими силами захоплено Аркот.